# Зоряні війни: Видіння
«Зоряні війни: Видіння» (англ. Star Wars: Visions, яп. スター・ウォーズ：ビジョンズ, латиніз.: Sutā Wōzu: Bijonzu) — японсько-американський аніме-серіал, створений для американського стримінгового сервісу Disney+ компанією Lucasfilm Animation. Серіал складається з короткометражних епізодів, створених шістьма японськими анімаційними студіями: Kamikaze Douga, Twin Engine, Trigger, Kinema Citrus, Production I.G та Science SARU, кожен з яких розповідає власні оригінальні історії на основі всесвіту «Зоряних воєн». Антологія вийшла 22 вересня 2021 року.

## Сюжет
«Зоряні війни: Видіння» — це збірка короткометражних анімаційних фільмів, представлених «через бачення найкращих у світі творців аніме», що пропонує новий, різноманітний погляд на «Зоряні війни».
«Видіння» не входять в офіційний канон саги: вони показують альтернативні трактовки ряду сюжетних ліній. Продюсери в першу чергу надали творцям антології максимальний творчий простір.

## Актори та персонажі
| Персонаж            | Голосовий актор    | Голосовий актор      |
| Персонаж            | Японія             | США                  |
| Дуель               | Дуель              | Дуель                |
| ------------------- | ------------------ | -------------------- |
| Ронін               | Масакі Терасома    | Браян Ті             |
| Лідер бандитів      | Акено Ватанабе     | Люсі Лью             |
| Голова села         | Юко Санпей         | Джейден Вальдман     |
| Татуїнська рапсодія |                    |                      |
| Джей                | Йосіно Хіроюкі     | Джозеф Гордон-Левітт |
| Дивак               | Косуке Гото        | Боббі Мойніган       |
| Боба Фетт           | Акіо Канеда        | Темуера Моррісон     |
| K-344               | Масайо Фудзіта     | Шелбі Янг            |
| Лан                 | Анрі Кацу          | Марк Томпсон         |
| Близнюки            |                    |                      |
| Карре               | Джуня Енокі        | Ніл Патрік Гарріс    |
| Ам                  | Ріоко Сірайші      | Елісон Брі           |
| B-20N               | Токуесі Кавасіма   | Джонатан Ліпов       |
| Сільська наречена   |                    |                      |
| Еф                  | Асамі Сето         | Карен Фукухара       |
| Гару                | Мегумі Ган         | Ніколь Сакура        |
| Асу                 | Юма Учіда          | Крістофер Шон        |
| Валко               | Такая Камікава     | Кері-Хіроюкі Тагава  |
| Ізума               | Йосіміцу Сімояма   | Ендрю Кішино         |
| Саку                | Марія Ісе          | Стефані Шех          |
| Дев'ятий джедай     |                    |                      |
| Кара                | Акасакі Чінацу     | Кіміко Гленн         |
| Джуро               | Тецуо Канао        | Ендрю Кішино         |
| Жима                | Сін-ічіро Мікі     | Симу Лю              |
| Ітан                | Хірому Мінета      | Масі Ока             |
| Роден               | Кадзуя Накай       | Грег Чун             |
| Оповідач            | Акіо Оцука         | Ніл Каплан           |
| Ген Цзінь           | Дайсуке Хіракава   | Майкл Сінтерніклаас  |
| T0-B1               |                    |                      |
| T0-B1               | Масако Нодзава     | Джейден Вальдман     |
| Мітака              | Цутому Ісобе       | Кайл Чендлер         |
| Старий              |                    |                      |
| Таджін              | Такая Хаші         | Девід Гарбор         |
| The Elder           | Кенічі Огата       | Джеймс Хонг          |
| Ден                 | Yuichi Nakamura    | Джордан Фішер        |
| Лоп та Очо          |                    |                      |
| Лоп                 | Сейран Кобаяші     | Анна Кеткарт         |
| Очо                 | Ріса Шиміцу        | Hiromi Dames         |
| Ясабуро             | Тадахіса Фудзімура | Пол Накаучі          |
| Імперський офіцер   | Тайсуке Накано     | Кайл Маккарлі        |
| Акакірі             |                    |                      |
| Цубакі              | Ю Міядзакі         | Генрі Голдінг        |
| Міса                | Лінн               | Джеймі Чон           |
| Сеншуу              | Чо                 | Джордж Такеї         |
| Камехачі            | Такаґі Ватару      | Кіоне Янг            |
| Масаго              | Юкарі Нодзава      | Лорейн Тусен         |

## Список епізодів

### Перший сезон
| № | # | Назва                                      | Режисер          | Сценарист                      | Перший ефір у США |
| --- | - | ------------------------------------------ | ---------------- | ------------------------------ | ----------------- |
| 1 | 1 | «Дуель» «The Duel»                         | Таканобу Мідзуно | Такаші Оказакі                 | 22 вересня 2021   |
| Події відбуваються в альтернативній історії, через 20 років після війни між Феодально-джедайською імперією та відступницькою сектаю джедаїв — ситхами. В село на одній планеті прибувають імперські штурмовики зібрати данину. Самотній мандрівник, відомий як «Ронін», бореться з очільницею штурмовиків, самопроголошеною Темною Володаркою ситхів, озброєною світловою парасолькою, зробленою з декількох мечів. Ронін, який насправді колишній ситх, заманює супротивницю в пастку і вбиває її. Кайбер-кристали з мечів він віддає селянину та разом зі своїм дроїдом іде з села. |   |                                            |                  |                                |                   |
| 2 | 2 | «Татуїнська рапсодія» «Tatooine Rhapsody»  | Таку Кімура      | Ясумі Атараші                  | 22 вересня 2021   |
| Під час Воєн клонів падаван на ім'я Джей намагається сховатися, але потрапляє до хатта на ім'я Гі. Той дає прихисток в обмін на те, що Джей стане солістом рок-гурту. Джей погоджується, але минають роки і в часи Галактичної імперії Джабба Хатт замовляє Боббі Фетту вбивство Гі. Зрештою Фетт захоплює Гі та забирає на планету Татуїн, щоб змусити приєднатися до банди Джабби. Джей намагається захистити хазяїна, проте його світловий меч виявляється зламаний. Тоді він надихає інших учасників гурту вирушити на Татуїн. Джабба вирішує стратити Гі, та Джей переконує злочинця виконати прощальну пісню. Пісня так подобається глядачам страти, що Джабба врешті-решт шкодує Гі та навіть стає спонсором гурту. |   |                                            |                  |                                |                   |
| 3 | 3 | «Близнюки» «The Twins»                     | Хіроюкі Імайші   | Хіромі Вакабаяші               | 22 вересня 2021   |
| Після поразки Імперії, залишки імперської армії розпочинають будівництво двох об'єднаних Зоряних Руйнівників, у яких розміщується великий суперлазер, здатний знищувати планети. Використовуючи алхімію ситхів, вони створюють двох біологічних близнюків, чутливих до Сили, на ім'я Карр та Ем, яких потім навчають Темному боку Сили. Близнюки очолюють вцілілі війська Імперії та планують використати суперзброю для знищення Нової Республіки. Однак Карр бачить у видінні смерть сестри, що настане після використання суперлазера. Тому він викрадає кайбер-кристал з цієї зброї та тікає на винищувачі. Ем наздоганяє брата, між ними відбувається поєдинок у космосі. Під час битви кристал розколюється навпіл, і Ем використовує фрагмент для живлення обладунків, озброєних світловими батогами. Карр рве батоги, на своєму винищувачі знищує кристал сестри та суперлазер, але падає на Татуїн. Там Карр обіцяє врятувати свою сестру з Темного боку. |   |                                            |                  |                                |                   |
| 4 | 4 | «Сільська наречена» «The Village Bride»    | Хітоші Гаґа      | Такахіто Ооніші та Хітоші Гаґа | 22 вересня 2021   |
| Через роки після Великої чистки джедаїв дослідник на ім'я Валко зустрічає джедайку-відступницю Еф на віддаленій планеті, спустошеній раніше сепаратистами. Валко розповідає, що місцеві грабіжники перепрограмували старих бойових дроїдів і за їх допомогою тримають заручників у селі. На вимогу злочинців дочка сільського старости Хару та її наречений Асу повинні здатися наступного ранку. Проте сестра Хару, Саку, хоче боротися з грабіжниками. Тож вона видає себе за сестру, що нагадує Еф про власну долю і вона вирішує допомогти селянам. Ватажок злочинців викриває обман і стріляє в Саку, але Еф стає йому на заваді, перехопивши постріл. Разом з Валко Еф убиває злочинців, а потім відлітає з планети. |   |                                            |                  |                                |                   |
| 5 | 5 | «Дев'ятий джедай» «The Ninth Jedi»         | Кенджі Каміяма   | Кенджі Каміяма                 | 22 вересня 2021   |
| Через багато поколінь після винищення Ордена джедаїв Марграф Джуро — правитель планети Ха Ізлан — вирішує відновити Орден. Він запрошує сімох юних джедаїв до свого храму-астероїда, щоб вручити їм винайдені ним заново світлові мечі. Дроїд Джуро дарує перший світловий меч джедаю на ім'я Ітан, пообіцявши іншим джедаям, що вони отримають свою зброю, щойно вона буде завершена. На поверхні сусідньої планети мисливці, які працюють на ситхів, захоплюють зброяря Лах Чіму. Його дочка Кара, чутлива до Сили, тікає з готовими світловими мечами, передає їх джедаям і лишає один собі. Однак шестеро новопризначених джедаїв, що супроводжують Ітана, виявляються самозванцями-ситхами. Вони намагаються вбити Джуро, але той теж виявляється підставною особою, а справжній ховався в подобі дроїда. Ітан і Кара вбивають п'ятьох ситхів, щадячи шостого, Гомена, який повертається на Світлий бік. Джуро, Ітан, Кара та Гомен вступають до нового Ордена джедаїв і відлітають врятувати Чіму з полону ситхів. |   |                                            |                  |                                |                   |
| 6 | 6 | «T0-B1»                                    | Абель Ґонґора    | Юїчіро Кіда                    | 22 вересня 2021   |
| Незабаром після Великої чистки джедаїв, дроїд на ім'я T0-B1 (Тобі) живе на безлюдній планеті зі своїм безруким творцем, професором Мітакою. Професор ставиться до дроїда, як до свого сина, а той мріє стати лицарем-джедаєм. Удвох вони вирощують рослини, щоб озеленити планети. Мітака каже T0-B1, що джедай повинен знайти кайбер-кристал кібер, аби виготовити світловий меч. T0-B1 оглядає планету, але не знаходить кристала. Тоді він, попри заборону професора, спускається в підвал лабораторії, де знаходить зореліт і випадково посилає сигнал, який привертає увагу імперського інквізитора. Мітака зізнається, що насправді він колишній джедай і ховає T0-B1 разом з руків'ям свого світлового меча серед каменів. Коли T0-B1 вибирається, то бачить, що лабораторію зруйновано, а Мітака вбитий. T0-B1 продовжує його дослідження і успішно тераформує планету. Дроїд розуміє, що працює на основі кайбер-кристалу і використовує його для створення меча. Інквізитор повертається на планету, дроїд протистоїть йому у двобої та перемагає. Потім він покидає планету, щоб дослідити галактику та продовжити справу Мітаки. |   |                                            |                  |                                |                   |
| 7 | 7 | «Старий» «The Elder»                       | Масахіко Оцука   | Масахіко Оцука                 | 22 вересня 2021   |
| Через століття після смерті Дарта Бейна та початку розбрату серед ситхів, джедай Таджін та його падаван Ден досліджують Зовнішній рукав галактики. Таджін відчуває хвилювання Сили та вирішує приземлитися на сусідній планеті. Обоє прибувають у віддалене село, де дізнаються про таємничого старого чоловіка, який нещодавно прибув туди ж та вирушив у гори. Ден розшукує Старого та зустрічає його — той виявляється ситхом, який покинув орден до того, як він розпався. Старий ранить Дена, Таджін поспішає врятувати падавана й сходиться зі Старим у двобої. Таджіну ледве вдається вбити Старого завдяки несподіваній допомозі Дена, але ситх встигає підірвати свій зореліт, а його тіло розпадається. Видужавши, Ден слухає настанову Таджіна переймати його досвід і передавати його наступним поколінням, щоб не закінчити як егоїстичні ситхи. |   |                                            |                  |                                |                   |
| 8 | 8 | «Лоп і Очо» «Lop and Ochō»                 | Юкі Іґараші      | Саявака                        | 22 вересня 2021   |
| Під час правління Імперії планета Тау потерпає від індустріалізації. Схожа на кролика рабиня-втікачка на ім'я Лоп ховається в клані Ясабури, котрий править планетою. Його дочка Очо просить лишити Лоп удома і згодом Ясабуро удочеряє її. Минає сім років, Імперія дедалі більше виснажує природу планети. Ясабуро виступає проти Імперії, тоді як Очо вірить, що Імперія необхідна для процвітання планети. Ясабуро влаштовує вибух на імперському заводі, Очо засуджує батька та йде на службу до імперського флоту, обіцяючи або переконати батька служити загарбникам, або примусити його силоміць. Ясабуро передає Лоп сімейний скарб — стародавній світловий меч, переданий у давнину його клану джедаєм. Коли Очо зустрічається з батьком, їм не вдається порозумітись. Очо ранить батька, Лоп вступає з сестрою в поєдинок і перемагає. Обурена тим, що батько передав реліквію Лоп, Очо тікає. Лоп обіцяє повернути сестру в родину. |   |                                            |                  |                                |                   |
| 9 | 9 | «Акакірі (букв. Червоний туман)» «Akakiri» | Евньонґ Чої      | Юїчіро Кідо                    | 22 вересня 2021   |
| Джедай на ім'я Цубакі, який страждає від видінь, повертається на планету, де живе його кохана, принцеса Міса. Вони зустрічаються і джедай дізнається, що принцесу вигнала її тітка Масаґо. За допомоги провідників Сеншуу та Камахачі, Цубакі та Міса потай пробираються до королівського палацу, щоб повернути трон принцесі. Цубакі продовжують мучити видіння, де на його очах гине якась людина в масці. Масаґо виявляється ситхом, вона захоплює друзів Цубакі і долає його, а потім намагається переконати приєднатися до неї, ставши учнем. Коли Цубакі відмовляється, охоронці Масаґо в масках нападають на джедая. Цубакі вбиває їх, але також випадково вбиває Місу, що ховалася в подобі охоронця. Масаґо пропонує свою допомогу в оживленні Міси в обмін на те, що Цубакі стане ситхом і служитиме їй. Той погоджується, Міса воскресає та бачить як Цубакі мовчки йде за її тіткою, а потім обоє відлітають з планети. |   |                                            |                  |                                |                   |

### Другий сезон
| № | #  | Назва                                                 | Режисер                     | Сценарист                                                          | Перший ефір у США |
| --- | -- | ----------------------------------------------------- | --------------------------- | ------------------------------------------------------------------ | ----------------- |
| 1 | 10 | «Ситх» «Sith»                                         | Родріго Блаас               | Родріго Блаас                                                      | 4 травня 2023     |
| Під час правління ситхів Лола, послідовниця Темного боку Сили, що відкинула вчення ситхів, живе на самоті на безлюдній планеті зі своїм дроїдом Е2. Вона намагається керувати Силу через малювання. Однак, незважаючи на її зусилля, барвиста фарба продовжує утворювати темні плями, які не зникають. На планету падає дроїд, під час дослідження якого Лола зустрічає колишнього магістра ситхів, який переслідує її до бази та викликає на поєдинок. Він наполягає, що Лола повинна стати магістром, убивши його. Лола усвідомлює, що їй потрібно приймати як Світлий, так і Темний бік Сили половини, та створює зі свого двосічного меча два леза — відповідно Світлого й темного боку, якими вбиває ситха. Тепер, контролюючи власну долю, Лола закінчує свою картину та покидає планету з Е2. |    |                                                       |                             |                                                                    |                   |
| 2 | 11 | «Скрічерс-Річ» «Screecher's Reach»                    | Пол Янг                     | Вілл Коллінз і Джейсон Таммегагі                                   | 4 травня 2023     |
| Юна дівчина Даал працює на фабриці зі своїми друзями Бейтоном, Квінном і Кіною. Втомившись від щоденної рутини, Даал переконує своїх друзів вирушити з нею до Скрічерс-Річ, віддаленої печери, викравши кілька летючих байків. Подейкують, що в печері живе привид, і друзі прагнуть його побачити. Протягом усієї подорожі Даал надихається своїм незвичайним кулоном. Друзі знаходять печеру та стикаються з привидом, який виявляється старою ученицею ситхів, яка потрапила там у пастку. Даал переконує своїх друзів утекти, а сама через обвал лишається сам-на-сам із ситхом. Намагаючись вибратися, вона використовує Силу та розчавлює «привида» валуном, а потім добиває її власним світловим мечем. Коли Даал вибирається з печери, кулон виявляється комунікатором володарки ситхів на ім'я Мати-ситх, чиєю ученицею була «привид». Вона пропонує дівчині стати ученицею та покинути планету. Попри прохання Даал, Мати-ситх відмовляється взяти її друзів. Даал неохоче йде з нею, озирнувшись на своїх друзів, які почуваються зрадженими.                          |    |                                                       |                             |                                                                    |                   |
| 3 | 12 | «Серед зірок» «In the Stars»                          | Габріель Осоріо             | Габріель Осоріо                                                    | 4 травня 2023     |
| Під час правління Галактичної Імперії дві сестри, Котен і Тічина, лишилися останніми зі свого роду на планеті, спустошеній Імперією. Їхня мати, чутлива до Сили, очолила невдале повстання проти Імперії, повівши повстанців на фабрику, що викачує воду. Померлі вважаються зорями, але тепер зорі не видно за шаром отруйних хмар. Хоча Тічина переконана, що зможе завершити справу матері, Котен вважає, що викрасти воду з фабрики аби вижити — це їхній максимум. Після того, як у них закінчилася вода, Котен пробирається на фабрику. Тічина, не послухавшись застереження, слідує за нею і її схоплюють штурмовики. Викриті, Котен і Тічина намагаються втекти, але Тічина біля виходу повертається, щоб перевернути Силою головний резервуар з водою. Згодом її знову ловлять і директорка фабрики наказує її стратити. Але Котен пробуджує власні здібності Сили, і вдвох вони перевертають резервуар, що призводить до руйнування фабрики. Викрадена вода повертається в природні водойми. Коли сестри радісно обіймаються, вони бачать, що зорі на небі знову видно. |    |                                                       |                             |                                                                    |                   |
| 4 | 13 | «Я твоя мати» «I Am Your Mother»                      | Магдалена Осінська          | Сюжет: Магдалена Осінсака Сценарій : Голлі Волш і Барунка О'Шонесі | 4 травня 2023     |
| Через кілька років після поразки Імперії Ведж Антіллес створив Академію польотів для нових пілотів. Одна з кадеток, тві'лек на ім'я Анні Калфус, мріє пілотувати, натхненна своєю матір'ю-одиначкою Каліною. Щороку в Академії відбуваються змагання родин, але Анні не розповідає про це матері, бо соромиться брати участь зі своїм незграбним летючим фургоном. З Анні глузує однокурсниця Джулан Ван Ріпл, мати якої, Дорота, керує стильним зорельотом. Анні забуває вдома ланчбокс, Каліна поспішає віддати його та опиняється на змаганні. Кпини Ван Ріпл переконують Каліну взяти участь у перегонах. Під час перегонів мати доручає Анні сісти за штурвал, поки їхній домашній дроїд ледве не випав з фургона. В результаті Анні з Каліною перемагають. |    |                                                       |                             |                                                                    |                   |
| 5 | 14 | «Подорож до Темної Голови» «Journey to the Dark Head» | Гейон Ґеон Парк             | Чунг Се Ранг                                                       | 4 травня 2023     |
| Під час першої війни між джедаями та ситхами на одній планеті живе послушниця джедаїв на ім'я Ара. Біля її монастиря стоять стародавні статуї, вода з яких проявляє на каменях сцени з інших часів. Збентежена останнім видінням, Ара вирішує, що коли знищить голову Темної статуї, то це зможе змінити хід війни. Через багато років Ара, тепер уже юнлінг-механік, просить у Ради джедаїв дозволити їй знищити статую. Рада призначає це завдання молодому падавану на ім'я Тул. Тул нещодавно втратив свого Вчителя від рук жорстокого лорда ситхів Бічана, залишивши його травмованим і в постійному страху. Вони вдвох збирають припаси та прямують на планету, де їх переслідує Бічан. Поки Тул бореться проти ситха, Ара встановлює вибухівку, але статуї наповнює синє та червоне сяйво, показуючи, що Світлий і Темний бік Сили нерозривно пов'язані. Тул долає страх і за допомогою Ари вбиває Бічана. Тул робить висновок, що вони не можуть запобігти конфліктам між ситхами й джедаями, але можуть обирати на чиєму боці бути.                                      |    |                                                       |                             |                                                                    |                   |
| 6 | 15 | «Шпигунка-танцівниця» «The Spy Dancer»                | Жульєн Чхен                 | Жульєн Чхен                                                        | 4 травня 2023     |
| Приблизно через двадцять років після утворення Імперії група інопланетян з ріжками а голові керує елітним клубом, який відвідують штурмовики. Виявляється, що головна танцівниця клубу, Лої, очолює фракцію Альянсу повстанців. Разом з іншими працівниками клубу, під час виступів вона потай встановлює на броню штурмовиків маячки. Одного разу вночі вона бачить знайомого офіцера, і у спогаді з'ясовується, що двадцять років тому він забрав у Лої її сина. Всупереч волі своїх союзників, Лої планує вбити офіцера. Під час виступу вона зривається з висоти, та її рятує учениця. Лої майже завдає смертельного удару, проте останньої миті розуміє, що це не той офіцер, а її дорослий син. Поки решта повстанців бореться з солдатами та дроїдом, Лої виводить офіцера на дах клубу й передає йому спільний портрет. Потім вона тікає, лишивши офіцера спантеличеним. Власник клубу, Хетіс, допомагає Лої втекти. Потім Лої розповідає, що залишила на портреті маячок. Офіцер дивиться на портрет і знімає фуражку, під якою виявляються сліди від відрізаних рогів.  |    |                                                       |                             |                                                                    |                   |
| 7 | 16 | «Бандити Ґолака» «The Bandits of Golak»               | Ішан Шукла                  | Ішан Шукла                                                         | 4 травня 2023     |
| Під час Галактичної громадянської війни Чарук і Рані — брат і сестра, прямують на поїзді до міста Ґолак на планеті в стилі Індії. Рані вміє керувати Силою, але не усвідомлює, що це привертає увагу штурмовиків. Чарук відчайдушно намагається приховати це, і його мало не ловлять, проте штурмовиків відволікає напад групи повстанців під назвою Джанґорі. Зрештою вони добираються до невеликої оази, якою керує літня жінка на ім'я Ругал. Але туди ж приходить інквізитор, який знає про здібності Рані. Змусивши брата й сестеру викрити себе, інквізитор намагається їх убити, але Ругал, яка виявилася джедаєм, заступається та перерізає інквізитору горло. Після цього Ругал каже Рані, що вона повинна піти з нею до сховку з іншими чутливими до Сили дітьми, але покинути Чарука. Брат і сестра прощаються: Чарук дарує Рані льодяник, а Рані дарує Чаруку флейту їхнього батька на згадку про неї. |    |                                                       |                             |                                                                    |                   |
| 8 | 17 | «Яма» «The Pit»                                       | Леандр Томас і Джастін Рідж | Леандр Томас                                                       | 4 травня 2023     |
| Група рабів Імперії працює під наглядом штурмовиків у пустелі. Вони викопують кайбер-кристали, в результаті утворюючи глибоку яму. Тим часом неподалік за прибутки від кайбер-кристалів будується розкішне місто. Після багатьох років раби досягають кам'янистого дна і штурмовики покидають їх напризволяще в ямі. Один із них, Крукс, каже своїй дочці Ліві, що втече з ями та попросить допомоги в сусідньому місті. Йому допомагає землерийна тварина. Крукс досягає міста і привертає увагу жителів, які не здогадуються про рабську працю неподалік. Але штурмовики схоплюють Крукса та кидають назад у яму. Він розбивається на смерть. Ліві надихає всіх у ямі скандувати «слідуй за світлом», жителі міста чують це та прямують до ями. Попри опір штурмовиків, вони оточують яму та забирають рабів на літаку. Згодом виявляється, що Ліві зберегла кайбер-кристал свого брата, який реагує на її дотики. |    |                                                       |                             |                                                                    |                   |
| 9 | 18 | «Пісня Ау» «Aau's Song»                               | Надія Дарріс і Деніел Кларк | Надія Дарріс і Деніел Кларк                                        | 4 травня 2023     |
| Невдовзі після падіння імперії ситхів жителі гірської планети Корба допомагають джедаям очищати кайбер-кристали, отруєні ситхами. Місцева звіроподібна жителька на ім'я Ау має незвичайний вплив на кристали: вони резонують з її співом. Її батько, Абат, намагається допомогти джедайці на ім'я Крату знайти спосіб зцілити кристали, але попереджає Ау, що її спів небезпечний. Поки Абат у шахтах, Ау знаходить ще один вхід у печеру з кристалами та починає співати, але Абат перериває її, спричиняючи обвал печери. Крату намагається врятувати їх, але Ау розуміє, що вона повинна зробити, і знову співає, що завершує очищення кристалів і природа втихомирюється. Крату пропонує Ау полетіти з нею, щоб відновити кристали на інших планетах. Ау прощається з батьком і відлітає з Крату. |    |                                                       |                             |                                                                    |                   |

## Музика
У липні 2021 року оголосили, що Кевін Пенкін напише саундтрек для «Сільської нареченої», Мітіру Осіма — для «Близнюків» та «Старого», а Нобуко Тода та Казума Джиноучі — для «Дев'ятого джедая».

## Оцінки й відгуки
На агрегаторі Rotten Tomatoes серіал зібрав 95 % позитивних відгуків критиків з середньою оцінкою 8,2/10. На Metacritic середня оцінка складає 79 зі 100.
На думку Енджі Ган із «The Hollywood Reporter», «Як для антології, „Зоряні війни: Видіння“ надзвичайно послідовні за своєю якістю. У них немає явно поганих епізодів, хоча деякі сильніші за інші. Найслабші, як правило, занадто покладаються на очікування битви між Світлим і Темним боком — як, наприклад, третій епізод, „Близнюки“… Але навіть у цьому епізоді є що рекомендувати, наприклад, простий, але привабливий візуальний стиль та чудово драматичний вступ голосом Елісон Брі (в англомовній версії)».
Браян Лоурі для CNN писав — дуже кидається в очі, що епізоди серіалу створювали різні студії в різних стилях, запроваджуючи власних, незнайомих досі персонажів. Зазначалося, що епізоди не обов'язково дивитися в якомусь порядку і серіал в цілому слід сприймати як «Казки про джедаїв і ситхів», не пов'язані з іншими творами. «Перехід Disney до потокової трансляції лише розпалив апетит студії до збільшення вмісту „Зоряних воєн“, що робить такі відгалуження неминучими. На щастя, „Зоряні війни: Видіння“ дійсно надають унікальні та інтригуючі бачення, що вказує на те, що є достатньо місця для експериментів з брендом — в цьому випадку таким шляхом, який оцінить навіть старий Джордж».
Волтер Шо з «The Playlist» відгукнувся, що «Зоряні війни: Видіння» — це радше реклама аніматорів і нагода глядачам ознайомитися з кількома аніме-студіями. Серіал цікавий тим, що показує наскільки нечітка насправді межа між Світлом і Темрявою, хоча зосереджений передусім на перенесенні класики аніме у світ «Зоряних воєн». І відбувається це здебільшого меланхолійною атмосферою, стилізацією під відомі фільми/аніме, тоді як сюжети шаблонні. Проте це в усякому разі експеримент, який повертає франшизу до японської культури, звідки «Зоряні війни» чимало запозичили.